# Маахир
Маахир (сомал. Gobolka Maakhir, араб. ماخر‎ Maakhir); официально государство Маахир Сомали (сомал. Maamul Goboleedka Maakhir, араб. ولاية ماخر الصوما‎ Maakhir Wilaayatu ṣ-Ṣ ūmāl) — самопровозглашённое автономное государство в пределах Сомали, на территориях Сомалиленд и Пунтленд. Объявлено независимым государством 1 июля 2007 года. 11 января 2009 года вошло в состав Пунтленда.

## Государство Маахир
Государство Маахир было образовано субкланом Варсангали клана Дарод. После распада Сомали в 1991 году влияние Варсангали было настолько значительным, что при их непосредственном руководстве было провозглашено государство Пунтленд в 1998 году, объединившее территории расселения других субкланов Дарода, традиционно объединяемых в конфедерацию Харти («Сыновья Махмуда Харти»). Однако Варсангали были оттеснены от власти субкланом Маджиртин.
Вскоре противоречия между центральными властями Пунтленда и властями Маахира обострились, когда последние выдали разрешение небольшой австралийской компании на добычу полезных ископаемых. Власти Пунтленда посчитали заключённое региональными властями соглашение разорительным для страны.
1 июля 2007 года в Бадхане, после стычек между Сомалилендом и Пунтлендом, было провозглашено автономное Государство Маахир. Целью его создания была не полная независимость, а борьба за самостоятельность внутри будущего единого сомалийского государства. Такой же стратегии придерживался и Пунтленд, в то время как Сомалиленд стремился к полной независимости. За Сомалилендом и Пунтлендом при этом было закреплено право использовать нефтяную концессию по территории Санаг без согласия местного руководства.
В Маахире была создана система правления подобная пунтлендской. Организована судебная система, придерживающаяся шариата. Департамент Юстиции занимался разборкой многочисленных внутренних конфликтов.

## Возвращение в состав Пунтленда
Государство так и не было признано соседями — и Сомалиленд, и Пунтленд не делали никаких официальных заявлений, Пунтленд всегда считал Маахир своей территорией.

В 2008 году в ходе конфликта Сомалиленд захватил значительную часть территории Маахира. 25—26 февраля войска Сомалиленда продвинулись в Хадафтимо, на что последовал ответный удар Маахира. 9 июля сомалилендские войска вошли на несколько часов в историческую столицу региона — город Ласкорай (бывшая столица Султаната Варсангали) под формальным предлогом борьбы с пиратством.

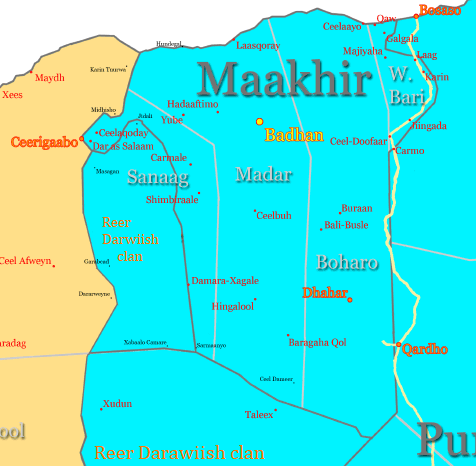
Карта Маахира

В 2009 году в Маахире состоялись выборы, на которых победил вернувшийся из эмиграции генерал Абдуллахи Ахмед Джама Илькаджир. Осознавая невозможность дальнейшего независимого существования из-за постоянной угрозы сомалилендской оккупации, а также невозможность субклана Варсангели восстановить своё лидерство в Пунтленде, Маахир мирно вернулся в состав Пунтленда, в правительстве которого генерал Абдуллахи Ахмед Джама Илькаджир занял пост министра внутренних дел.
Сразу после решения о возврате в состав Пунтленда в январе 2009 года Пунтленд освободил Маахир от сомалилендских войск, однако, не решился возвращать остальные утраченные территории, где проживает субклан Дулбаханте. Такая позиция была воспринята представителями последних как предательство и в итоге привела к борьбе субклана Дулбаханте к созданию собственного государства Хатумо в составе будущей Сомалийской федерации.